# Vrgorac
Vrgorac – miasto w Chorwacji, w żupanii splicko-dalmatyńskiej, siedziba miasta Vrgorac. W 2011 roku liczyło 2039 mieszkańców.

## Opis
Vrgorac jest położony na terenie Dalmacji, na Zabiokovlju, na skraju Vrgorskiego polja, 38 km na wschód od Makarskiej.
Miejscowa gospodarka opiera się na rolnictwie i na produkcji przemysłowej. Przez Vrgorac przebiega droga z Makarskiej do Orahu na granicy z Bośnią i Hercegowiną.
Nad miastem góruje średniowieczna twierdza. Z okresu średniowiecza zachowała się duża liczba stećaków (stećci), rzeźbionych nagrobków kamiennych. W latach 1477–1690 miasto znajdowało się pod panowaniem osmańskim (miejscowa twierdza służyła Osmanom jako baza wypadowa służąca do najazdów na obszary przybrzeżne), w latach 1690–1797 weneckim, a w latach 1806–1813 napoleońskim. W XIX wieku było jednym z centrów chorwackiego odrodzenia narodowego.